# Marino Acciabianca
Marino Acciabianca (falecido em 1523) foi um prelado católico romano que serviu como bispo de Nusco (1514-1523).

## Biografia
Em 16 de dezembro de 1513, Marino Acciabianca foi nomeado pelo Papa Leão X como Bispo Coadjutor de Nusco e sucedeu ao bispado em 1514.  Ele serviu como bispo de Nusco até sua renúncia em 1523.